# Guniok
Guniok – element dawnego stroju męskiego (rodzaj marynarki lub lekkiej kurtki) występujący w górskich rejonach Śląska Cieszyńskiego (Beskid Śląski, Beskid Morawsko-Śląski).
Szyty był z grubego, samodziałowego sukna, zwykle barwy brązowej. Zapinany na jeden rząd guzików, miał wykładany kołnierz, naszywane kieszenie i rękawy obszyte czarną tasiemką. Noszony był w chłodne dni, najczęściej przez pasterzy i robotników leśnych.